# Madeleine Ruffier
Madeleine Ruffier foi uma maestrina e arranjadora brasileira, pioneira do cultivo da música medieval e renascentista no estado do Rio Grande do Sul.

## Biografia
Estudou com Bruno Kiefer e Paulo Guedes, licenciando-se em música e piano. Tornou-se conhecida como regente do Coral de Câmara da Faculdade de Filosofia da Universidade Federal do Rio Grande do Sul, em Porto Alegre. O coral foi formado em 1955 por alunos da faculdade, que estavam na época envolvidos no estudo da cultura francesa da Idade Média com o professor René Ledoux, e sentiram a necessidade de colocar em prática seus conhecimentos. Para coordenar o grupo foi convidada Ruffier, que já tinha expressado interesse em resgatar o repertório medieval e renascentista, ainda desconhecido na cidade. A maioria dos alunos envolvidos já tinha experiência em canto coral ou em música de um modo geral, vários haviam participado do coro da Associação Juvenil Musical de Porto Alegre fundado por Esther Scliar, e sob a direção experiente de Ruffier o Coral de Câmara logo adquiriu um alto nível de qualificação.

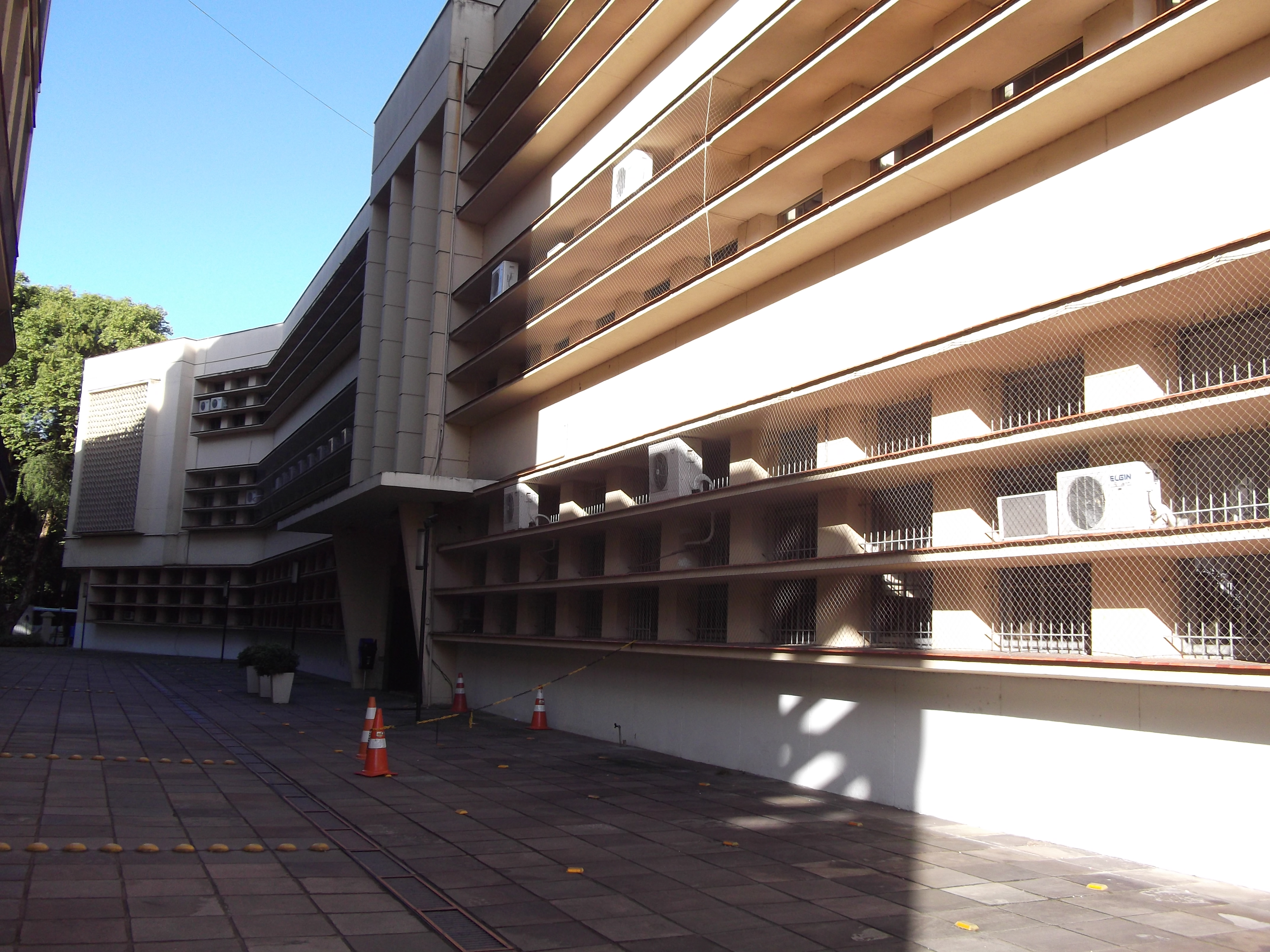
Antiga Faculdade de Filosofia.

O coral surgiu em meio ao grande movimento coralístico da época, mas enquanto os grupos que estavam sendo formados no Rio Grande do Sul eram dedicados à música de igreja, folclórica ou sinfônico-operística, sempre com muitos membros, o Coral de Câmara se distinguiu pelo seu formato camerístico, adequado ao seu repertório também diferenciado, que nunca havia sido trabalhado no estado. Ao mesmo tempo, dava espaço para música folclórica arranjada muitas vezes pela própria Ruffier, e também para obras contemporâneas de Camargo Guarnieri, Cláudio Santoro, Heckel Tavares e autores gaúchos como Bruno Kiefer, Paulo Ruschel, Esther Scliar, Paulo Guedes e Natho Henn, que encontravam poucos grupos dispostos a enfrentar as dificuldades desse repertório de vanguarda. Os compositores regularmente participavam dos ensaios para dar uma melhor orientação.
Sua primeira apresentação ocorreu na formatura da turma. No programa constavam obras de Orlando di Lasso, Orazio Vecchi, Johann Crüger, Ernani Braga, Villa Lobos e autores provençais anônimos do século XVI. Poucos dias depois ocorria a segunda apresentação, quando o crítico Astrogildo Fernandes escreveu:
"A iniciativa dos alunos da Faculdade de Filosofia da Universidade do Rio Grande do Sul de formarem um conjunto coral alcançou pleno sucesso e se revestiu de alto significado cultural. [...] Os alunos da Faculdade de Filosofia encontraram em Madeleine Ruffier o condão de seu sucesso. Sob sua direção, com o seu interesse, com a viveza do seu espírito, consolidou a iniciativa, e, mercê sua capacidade artística, tivemos as duas exitosas apresentações do novel coral de câmara desta capital. [...] Tal circunstância robustece o valor do evento e assinala um marco artístico em nosso meio universitário. [...] O aplauso caloroso de artistas, de exponenciais expressões da cultura, de críticos de arte e de apreciadores das reais manifestações artísticas, presentes à Divisão de Cultura, sexta-feira última, atesta quão promissora, profundamente significativa e alentatória foi a audição ouvida".
O sucesso do grupo levou à sua encampação pela universidade. A estreia oficial ocorreu no Theatro São Pedro em 17 de maio de 1956, novamente colhendo aplausos entusiásticos. O Coral de Câmara manteve um consistente programa de recitais e logo se tornou um dos departamentos mais ativos da Faculdade de Filosofia, recebendo expressões elogiosas como "magnífico", "estupendo", "brilhante", "belíssimo", "soberbo". Embora privilegiasse peças breves, promoveu a primeira audição integral no Brasil da Missa de Beata Virgine de Cristóbal de Morales, e fez excursões para várias cidades do Brasil, Chile, Argentina, Bolívia, Uruguai e Peru, sendo invariavelmente aclamado. Suas apresentações no Rio de Janeiro no Teatro de Arte e na TV Rio em 1957 foram patrocinadas pelo Ministério da Educação e Cultura e, segundo reportagem do Semanário, "tiveram sucesso absoluto frente à culta plateia desta capital; encontravam-se entre os presentes vários musicistas radicados nesta metrópole que se mostraram muito bem impressionados pelo nível artístico já atingido pelo coral". Também sua apresentação em Salvador no mesmo ano foi coroada de êxito, conforme a crítica de Iulo Brandão, professor de Estética Musical na Escola de Música de São Paulo: "Sonoridade limpa e enxuta, precisão rítmica, eis o que foi conseguido por este conjunto que, sob a direção de sua regente, incontestavelmente muito bem dotada, chegou a atingir um nível raramente encontrável em outros conjuntos. [...] Os moços gaúchos mostraram que no sul do país existe um grupo coral realmente notável e que está certamente destinado a se tornar um dos expoentes máximos da expressão musical do Brasil". Um disco foi gravado em 1963 a pedido do Consulado Norte-Americano em Porto Alegre para ser divulgado nos Estados Unidos junto com uma exposição itinerante sobre a história do grupo, e outro foi gravado no Rio em 1966, quando Ruffier, afastada da direção desde 1965 para se dedicar ao Madrigal da UFRGS, havia sido substituída por Hélvia Miotto. Na década de 1970 o grupo se dispersou, mas em 2005 o coral foi recriado.
Bruno Kiefer declarou que dava grande importância ao grupo como um veículo de suas composições, algumas delas compostas especialmente para ele, proporcionando-lhe confiança e estímulo para prosseguir em sua carreira, além de ser um espaço para discutir e trocar experiências em filosofia, literatura, música, artes e arquitetura. Segundo Armando Albuquerque, o Coral de Câmara deu um significativo impulso à vida musical de Porto Alegre, e foi elogiado por Hans-Joachim Koellreutter pela sua divulgação de um repertório muito pouco conhecido. Na opinião de Luciana Kiefer, "a existência deste grupo de câmara significou um marco no movimento musical da cidade, pois o coral realizou um trabalho de divulgação musical muito importante e deu origem a outras iniciativas similares".
O Coral de Câmara foi uma inspiração para o surgimento de outros grupos, dos quais se destacam o Coral do Colégio de Aplicação da UFRGS, fundado em 1959 e dirigido por Carlos Appel, o Coral de Câmara do Rio Grande do Sul, fundado em 1962 e dirigido por Carlos Appel, Karl Faust e Alfred Hülsberg, e o Madrigal da UFRGS, fundado em 1965, onde participaram alguns dos integrantes do Coral de Câmara, junto com um pequeno conjunto instrumental. Foi dirigido por Ruffier até sua morte em 1973, quando fundiu-se ao Quarteto de Flautas Doces de Isolde Frank, surgindo o Conjunto de Câmara de Porto Alegre, que mais adiante desenvolveria uma brilhante trajetória sob a direção de Marlene Goidanich.
Madeleine Ruffier também foi professora de técnica vocal, regente do coral do Instituto Cultural Brasileiro-Alemão e membro da diretoria da seção rio-grandense da Juventude Musical Brasileira fundada por Eleazar de Carvalho, parte de um movimento internacional de promoção da música entre os jovens apoiado pela UNESCO.